# Article 36 de la Constitution belge
L'article 36 de la Constitution de la Belgique fait partie du titre III « des pouvoirs ». Il date du 25 février 1831 et était à l'origine — sous l'ancienne numérotation — l'article 26.

## Texte

### Version d'origine: 1831
Dans la version originale de la Constitution de 1831, l'article premier avait la rédaction suivante :
« Le pouvoir législatif s'exerce collectivement par le Roi, la Chambre des représentants et le Sénat. »
— Article 26 de la Constitution belge (version d'origine)

### Texte de l'article actuel
« Le pouvoir législatif fédéral s'exerce collectivement par le Roi, la Chambre des représentants et le Sénat.  »
— Article 36 de la Constitution